# ضريح الشيخ شهاب الدين الأهري
ضريح الشيخ شهاب الدين الأهري (بالفارسية: آرامگاه شیخ شهاب‌الدین اهری) هي مقبرة تقع في مدينة أهر بإيران، بنيت المقبرة في العهد الصفوي زمن شاه عباس الأول، وفيها قبر شهاب الدين الأهري (580 - 665 هـ). وقد سميت باسمه، وقد كان هذا المزار سابقاً موقعاً لإلقاء محاضرات الشيخ الأهري فيه لطلبته. يتألف المزار من أيوان كبير، ومأذنتين وإيوانتين صغيرتين ومسجد ومكان لعبادة الدراويش، ويقع ضريح الشيخ شهاب في صحن هذا المزار ويحيط به جدار حجري، وجدران البناء مليئة بالنقوش الجصية والزخارف الإسلامية.